# Заполье (Плюсская волость)
Заполье — деревня в Плюсском районе Псковской области. Входит в сельское поселение Плюсская волость.

## География
Деревня расположена в 28 км к северо-западу от районного центра — посёлка Плюсса и в 13 км к северо-западу от деревни Нежадово. На северо-западе примыкает к берегу озера Тросно.

## Население
Численность населения деревни по оценке на конец 2000 года составляла 18 человек, по переписи 2002 года — 25 человек.

## История
До 1 января 2006 года деревня входила в состав ныне упразднённой Нежадовской волости.